# Cheffes
Cheffes est une commune française située dans le département de Maine-et-Loire en région Pays de la Loire.
La commune comportait un port sur la Sarthe aux XVIIIe et XIXe siècles.

## Géographie

### Localisation
Commune angevine de la partie orientale du Segréen, Cheffes se situe sur la rive droite de la Sarthe (rivière), sur les routes D 74, Écuillé - Tiercé, D 108, Juvardeil, et D 190, Champigné,.

### Communes limitrophes
| Les Hauts d'Anjou | Juvardeil | Étriché |
| Écuillé           | Cheffes   | Tiercé  |
| Soulaire-et-Bourg | Briollay  |         |

### Climat
Pour des articles plus généraux, voir Climat des Pays de la Loire et Climat de Maine-et-Loire.
En 2010, le climat de la commune est de type climat océanique altéré, selon une étude du CNRS s'appuyant sur une série de données couvrant la période 1971-2000. En 2020, Météo-France publie une typologie des climats de la France métropolitaine dans laquelle la commune est exposée à un climat océanique et est dans la région climatique Moyenne vallée de la Loire, caractérisée par une bonne insolation (1 850 h/an) et un été peu pluvieux.
Pour la période 1971-2000, la température annuelle moyenne est de 11,9 °C, avec une amplitude thermique annuelle de 14,1 °C. Le cumul annuel moyen de précipitations est de 662 mm, avec 11,4 jours de précipitations en janvier et 5,8 jours en juillet. Pour la période 1991-2020, la température moyenne annuelle observée sur la station météorologique de Météo-France la plus proche, sur la commune de Montreuil-sur-Loir à 8 km à vol d'oiseau, est de 12,3 °C et le cumul annuel moyen de précipitations est de 697,3 mm,. Pour l'avenir, les paramètres climatiques de la commune estimés pour 2050 selon différents scénarios d'émission de gaz à effet de serre sont consultables sur un site dédié publié par Météo-France en novembre 2022.

## Urbanisme

### Typologie
Au 1er janvier 2024, Cheffes est catégorisée commune rurale à habitat dispersé, selon la nouvelle grille communale de densité à sept niveaux définie par l'Insee en 2022.
Elle est située hors unité urbaine. Par ailleurs la commune fait partie de l'aire d'attraction d'Angers, dont elle est une commune de la couronne,. Cette aire, qui regroupe 81 communes, est catégorisée dans les aires de 200 000 à moins de 700 000 habitants,.

### Occupation des sols
L'occupation des sols de la commune, telle qu'elle ressort de la base de données européenne d’occupation biophysique des sols Corine Land Cover (CLC), est marquée par l'importance des territoires agricoles (77,2 % en 2018), en diminution par rapport à 1990 (84,3 %). La répartition détaillée en 2018 est la suivante : 
prairies (41,5 %), zones agricoles hétérogènes (29,3 %), forêts (15,3 %), terres arables (6,4 %), espaces verts artificialisés, non agricoles (2,4 %), zones urbanisées (2 %), eaux continentales (1,6 %), milieux à végétation arbustive et/ou herbacée (1,5 %), zones humides intérieures (0,1 %). L'évolution de l’occupation des sols de la commune et de ses infrastructures peut être observée sur les différentes représentations cartographiques du territoire : la carte de Cassini (XVIIIe siècle), la carte d'état-major (1820-1866) et les cartes ou photos aériennes de l'IGN pour la période actuelle (1950 à aujourd'hui).

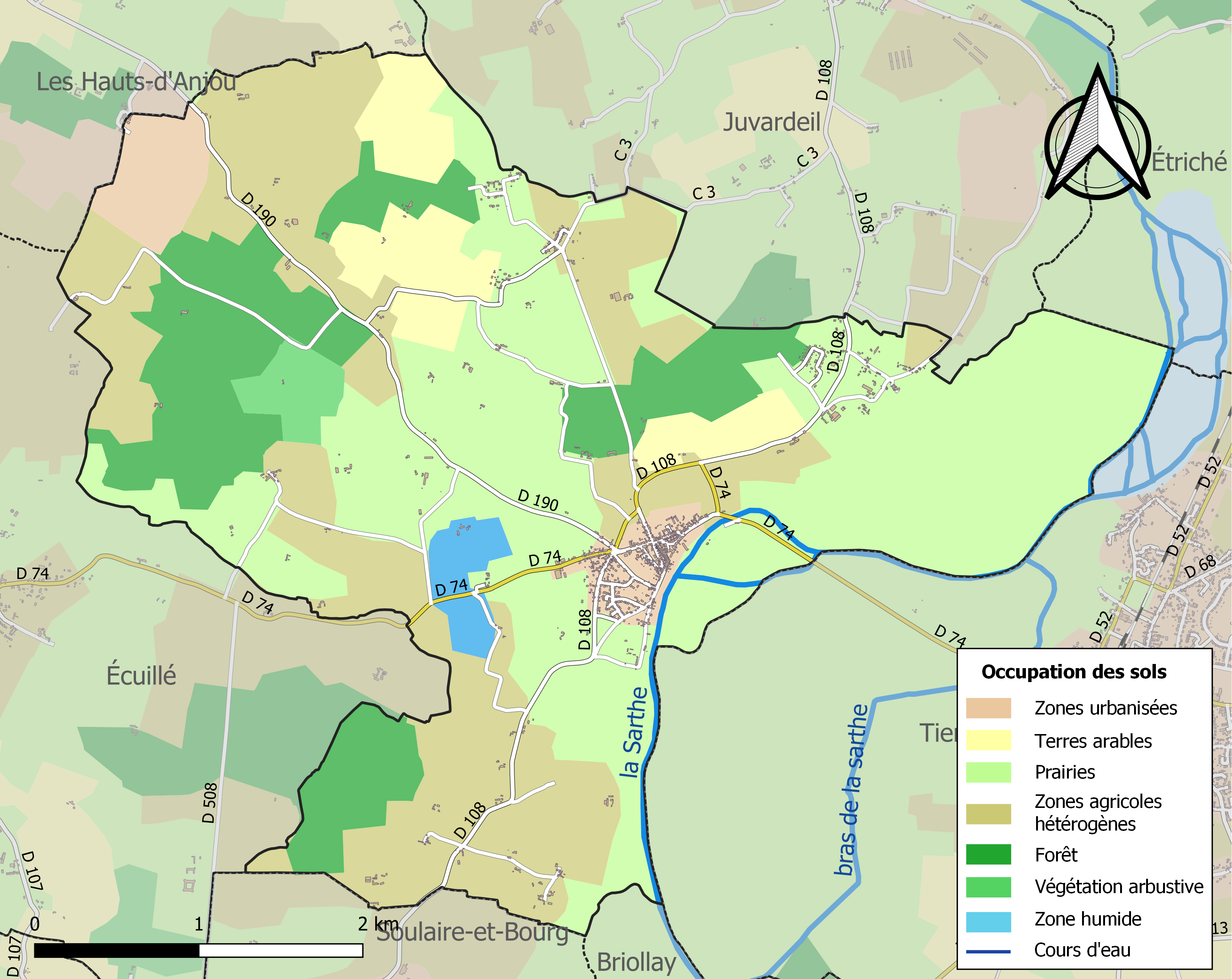
Carte des infrastructures et de l'occupation des sols de la commune en 2018 (CLC).

## Toponymie
Formes anciennes du nom : Cheffa en 1104, Chefe en 1113,.

## Histoire
Le village est de fondation ancienne. L'église et des terrains sont donnés aux moines de l'abbaye Saint-Nicolas d'Angers au XIe siècle, accompagnés de droits de pêche. Plus tard est également ajouté la dîme du Pont-de-Mergot. Les premiers seigneurs sont ceux du Lude.
Le prieuré établi par les moines de Saint-Nicolas est uni à la cure au XIVe siècle par l'évêque d'Angers. Le fief du prieuré relève du roi à cause du château d'Angers. Le fief passe des mains des seigneurs du Lude entre celles des seigneurs du Plessis-Bourré.
Au XVIIIe siècle, le domaine de Soudon voit naître et vivre Urbain-René Pilastre de la Brardière, député d'Anjou qui participera au serment du Jeu de Paume et à la Constituante,.
Le manoir de Grandines, longtemps propriété de magistrats et notaires, est la demeure au XIXe de Pierre Morain ; peintre qui y fait construire son atelier.
Pendant la Première Guerre mondiale, 44 habitants perdent la vie, et lors de la seconde, cinq habitants sont tués.

## Politique et administration

### Administration municipale
| Période                                  | Période                   | Identité                             | Étiquette | Qualité                           |
| ---------------------------------------- | ------------------------- | ------------------------------------ | --------- | --------------------------------- |
| 1800                                     |                           | Jean-Charles-Armand de Terves        |           |                                   |
| 1810                                     |                           | Charles-Prosper de Terves, son frère |           |                                   |
| 1830                                     |                           | Urbain Pilastre                      |           |                                   |
| 1839                                     |                           | Yves-Louis Marais                    |           |                                   |
| 1843                                     |                           | Monnier                              |           |                                   |
| 1848                                     |                           | Jean Godin                           |           |                                   |
| 1855                                     |                           | Alfred Voisin                        |           |                                   |
| 1859                                     |                           | Jean Godin                           |           |                                   |
| 1870                                     |                           | Alphonse Chollet                     |           |                                   |
| 1884                                     |                           | Sosthène Le Gentil                   |           |                                   |
| 1904                                     |                           | René Chollet                         |           |                                   |
| 1925                                     |                           | Alain Chollet                        |           |                                   |
| 1953                                     |                           | Jean Leuck                           |           |                                   |
| 1959                                     |                           | Jacques de Bernard                   |           |                                   |
| mars 1989                                | 2001                      | Bernard Perdreau                     |           | Agriculteur                       |
| mars 2001                                | 2008                      | Pierre Vergneau                      |           | Instituteur retraité              |
| mars 2008                                | 2014                      | Christian Ancelle                    |           | Retraité de l’Éducation nationale |
| mars 2014                                | En cours (au 26 mai 2020) | Marc Dutruel,                        |           | Pédicure-podologue                |
| Les données manquantes sont à compléter. |                           |                                      |           |                                   |

### Intercommunalité
La commune est membre de la communauté de communes Anjou Loir et Sarthe depuis le 31 décembre 2017, après avoir été membre de la communauté de communes de Loir-et-Sarthe, elle-même membre du syndicat mixte Pays des Vallées d'Anjou.

## Population et société

### Démographie

#### Évolution démographique
L'évolution du nombre d'habitants est connue à travers les recensements de la population effectués dans la commune depuis 1793. Pour les communes de moins de 10 000 habitants, une enquête de recensement portant sur toute la population est réalisée tous les cinq ans, les populations de référence des années intermédiaires étant quant à elles estimées par interpolation ou extrapolation. Pour la commune, le premier recensement exhaustif entrant dans le cadre du nouveau dispositif a été réalisé en 2006.

En 2022, la commune comptait 1 036 habitants, en évolution de +6,04 % par rapport à 2016 (Maine-et-Loire : +2,12 %, France hors Mayotte : +2,11 %).
| 1793  | 1800  | 1806  | 1821  | 1831  | 1836  | 1841  | 1846  | 1851  |
| ----- | ----- | ----- | ----- | ----- | ----- | ----- | ----- | ----- |
| 1 173 | 1 107 | 1 217 | 1 288 | 1 311 | 1 301 | 1 354 | 1 331 | 1 372 |

| 1856  | 1861  | 1866  | 1872  | 1876  | 1881  | 1886  | 1891  | 1896  |
| ----- | ----- | ----- | ----- | ----- | ----- | ----- | ----- | ----- |
| 1 397 | 1 372 | 1 363 | 1 314 | 1 360 | 1 325 | 1 316 | 1 141 | 1 119 |

| 1901  | 1906  | 1911  | 1921 | 1926 | 1931 | 1936 | 1946 | 1954 |
| ----- | ----- | ----- | ---- | ---- | ---- | ---- | ---- | ---- |
| 1 076 | 1 043 | 1 031 | 966  | 927  | 816  | 750  | 712  | 790  |

| 1962 | 1968 | 1975 | 1982 | 1990 | 1999 | 2006 | 2011 | 2016 |
| ---- | ---- | ---- | ---- | ---- | ---- | ---- | ---- | ---- |
| 748  | 680  | 632  | 811  | 857  | 822  | 879  | 922  | 977  |

| 2021  | 2022  | - | - | - | - | - | - | - |
| ----- | ----- | - | - | - | - | - | - | - |
| 1 015 | 1 036 | - | - | - | - | - | - | - |

#### Pyramide des âges
La population de la commune est relativement jeune.
En 2018, le taux de personnes d'un âge inférieur à 30 ans s'élève à 36,7 %, soit en dessous de la moyenne départementale (37,2 %). À l'inverse, le taux de personnes d'âge supérieur à 60 ans est de 22,3 % la même année, alors qu'il est de 25,6 % au niveau départemental.
En 2018, la commune comptait 500 hommes pour 473 femmes, soit un taux de 51,39 % d'hommes, largement supérieur au taux départemental (48,63 %).
Les pyramides des âges de la commune et du département s'établissent comme suit.
| Hommes | Classe d’âge | Femmes |
| ------ | ------------ | ------ |
| 0,6    | 90 ou +      | 1,7    |
| 4,6    | 75-89 ans    | 7,0    |
| 16,3   | 60-74 ans    | 14,3   |
| 19,6   | 45-59 ans    | 20,1   |
| 20,7   | 30-44 ans    | 21,8   |
| 13,3   | 15-29 ans    | 14,5   |
| 24,9   | 0-14 ans     | 20,6   |

| Hommes | Classe d’âge | Femmes |
| ------ | ------------ | ------ |
| 0,9    | 90 ou +      | 2,1    |
| 7      | 75-89 ans    | 9,5    |
| 16,2   | 60-74 ans    | 16,9   |
| 19,4   | 45-59 ans    | 18,7   |
| 18,2   | 30-44 ans    | 17,5   |
| 18,8   | 15-29 ans    | 17,6   |
| 19,5   | 0-14 ans     | 17,6   |

### Enseignement
Une école maternelle et primaire accueille les enfants dans un bâtiment rénové en 2016.

## Économie
La navigation est active sur la Sarthe aux XVIIIe et XIXe siècles ; on embarque alors, au port de Cheffes, du bois et du grain.
Au milieu du XXe siècle, les activités agricoles sont constituées de polyculture, avec prédominance de fourrage, d'un important élevage de bovins, porcs, moutons et chevaux. On trouve également sur la commune une fabrique de conserves.
Sur 75 établissements présents sur la commune à fin 2010, 25 % relèvent du secteur de l'agriculture (pour une moyenne de 17 % sur le département), 11 % du secteur de l'industrie, 11 % du secteur de la construction, 36 % de celui du commerce et des services et 17 % du secteur de l'administration et de la santé. Cinq ans plus tard, en 2015, sur les 76 établissements présents, 21 % relèvent du secteur de l'agriculture (pour une moyenne de 11 % sur le département), 11 % du secteur de l'industrie, 8 % de celui de la construction, 49 % du secteur du commerce et des services et 12 % de celui de l'administration et de la santé.

## Culture locale et patrimoine

### Lieux et monuments
Monuments sur la commune :
- L'église Notre-Dame du XIIe siècle au clocher octogonal surmonté d'une flèche torse du XVIIe ; type de clocher dénommé clocher tors. La nef a été reconstruite au milieu du XIXe siècle. L'édifice est classé aux Monuments historiques[34].
- La chapelle Saint-Sulpice[2].
- Le château du Vivier, du XVIIe siècle.

### Personnalités liées à la commune
- Pierre Morain (1821-1893), peintre dont l'atelier se trouvait à Cheffes, au manoir de Grandines[19].